# کینرز میلز، کبک
کینرز میلز (به فرانسوی: Kinnear's Mills) شهری در منطقه شهری له آپالاش ناحیه شودییر-آپالاش در استان کبک کانادا است. در سرشماری سال ۲۰۱۱ این شهر ۳۵۴ نفر جمعیت داشته‌است و مساحت آن ۹۳٫۱۸ کیلومتر مربع است.